# Ботошані (повіт)
Ботошані (рум. Botoşani) — повіт на північному сході Румунії, в північній частині улоговини Жижія, в румунській частині Молдові (частина повіту лежить в румунській Буковини). Площа 4986 км². Населення 425,8 тис. чол. (2002). Адміністративний центр — м. Ботошані.

## Міста
- Ботошані
- Дорогой
- Дарабань
- Севень
- Флеминзь
- Букечя
- Штефанешти

## Українська громада
- Киндешть
- Рогожешть

## Господарство
Сільсько-господарський район: посіви пшениці, соняшнику і картоплі, обробляються цукровий буряк і коноплі. Промисловість зосереджена в містах Ботошані і Дорогой (текстильна, швейна, харчова, металообробна і деревообробна). Видобуток торфу (Дерська), кварцового піску і вапняку.
| Румунія | Це незавершена стаття з географії Румунії. Ви можете допомогти проєкту, виправивши або дописавши її. |

1. ↑  archINFORM — 1994.